# Muurhelmbloem
Muurhelmbloem (Pseudofumaria) is een geslacht van kruidachtige planten uit de papaverfamilie (Papaveraceae).
Het geslacht kent in België en Nederland twee soorten:
- Gele helmbloem (Pseudofumaria lutea) (Door sommige botanici aangeduid als Corydalis lutea)
- Geelwitte helmbloem (Pseudofumaria alba)

... · 
Argemone · 
Bocconia · 
Ceratocapnos · 
Chelidonium (Stinkende gouwe) · 
Corydalis (Helmbloem) · 
Dendromecon · 
Dicentra · 
Eschscholzia · 
Fumaria (Duivenkervel) · 
Glaucium · 
Hunnemannia · 
Meconopsis · 
Papaver (Klaproos) · 
Pseudofumaria (Muurhelmbloem) · 
Romneya ·  
Stylophorum · 
...